# Adrian Tekliński
Adrian Tekliński (né le 3 novembre 1989 à Brzeg) est un coureur cycliste polonais. Il participe à des compétitions sur route et sur piste. Il est notamment champion du monde du scratch en 2017.

## Biographie
En 2006, Adrian Tekliński remporte la médaille de bronze sur la vitesse par équipes lors des championnats d'Europe sur piste juniors (moins de 19 ans). Deux ans plus tard, il décroche également le bronze avec Krzysztof Szymanek et Maciej Bielecki dans la vitesse par équipes aux championnats d'Europe espoirs (moins de 23 ans). En 2009, il est sélectionné pour la première fois aux championnats du monde chez les élites, organisés à domicile, à Pruszków. Il se classe 19e du kilomètre contre-la-montre. Cette année-là, il décroche ses deux premiers titres de champion de Pologne sur le keirin et la vitesse par équipes.
Jusqu'en 2012, il se spécialise sur piste dans les épreuves de vitesse. À partir de 2013, il participe uniquement à des épreuves d'endurance.
En 2013, il est triple champion de Pologne sur l'omnium, la course scratch et la poursuite par équipes, avec Pawel Brylowski, Mateusz Nowaczek et Adam Stachowiak. Sur route, il remporte également le Mémorial Wojciech Paduch et l'année suivante, une étape du Bałtyk-Karkonosze Tour. Après avoir remporté à nouveau deux titres nationaux sur piste en 2015, il est médaillé de bronze au championnat d'Europe du scratch derrière Sebastián Mora et Tristan Marguet. L'année suivante, il devient vice-champion d'Europe du scratch, battu cette fois par Gaël Suter.
En 2017, Adrian Tekliński devient champion du monde du scratch lors des mondiaux de Hong Kong.
En novembre 2020, il est testé positif à l'EPO lors d'un contrôle hors compétition et risque quatre ans de suspension. Cependant, il avait officiellement mis fin à sa carrière sportive à l'issue des championnats nationaux organisés à l'automne 2020. En janvier 2022, il est officiellement suspendu quatre ans, soit jusqu'au 29 octobre 2024.

## Palmarès sur piste

### Championnats du monde
- Pruszków 2009
  - 19e du kilomètre
- Ballerup 2010
  - 19e du kilomètre
  - 35e de la vitesse
- Apeldoorn 2011
  - 15e du kilomètre
  - 19e du keirin
  - 39e de la vitesse
- Melbourne 2012
  - 16e du kilomètre
- Saint-Quentin-en-Yvelines 2015
  - 16e du scratch
- Londres 2016
  - 13e de l'omnium
  - 19e du scratch
- Hong Kong 2017
  -  Champion du monde du scratch
  - 9e de la poursuite par équipes[7]
- Apeldoorn 2018
  - 10e de la poursuite par équipes[8]
  - 21e du scratch[9]
- Pruszków 2019
  - 9e du scratch

### Championnats d'Europe
| Édition / Épreuve                | Vitesse par équipes | Scratch |
| Athènes 2006 (juniors)           | Bronze              |         |
| Pruszków 2008 (espoirs)          | Bronze              |         |
| Minsk 2009 (espoirs)             | Bronze              |         |
| Saint-Pétersbourg 2010 (espoirs) | Bronze              |         |
| Granges 2015                     |                     | Bronze  |
| Saint-Quentin-en-Yvelines 2016   |                     | Argent  |

### Championnats nationaux
| - 2008 - 2e du championnat de Pologne de vitesse par équipes - 3e du championnat de Pologne du kilomètre - 2009 - Champion de Pologne du keirin - Champion de Pologne de vitesse par équipes - 2e du championnat de Pologne de vitesse - 2e du championnat de Pologne du kilomètre - 2010 - Champion de Pologne du kilomètre - Champion de Pologne du keirin - Champion de Pologne de vitesse par équipes - 2e du championnat de Pologne de vitesse - 2011 - Champion de Pologne du kilomètre - Champion de Pologne de vitesse par équipes - 3e du championnat de Pologne de vitesse - 3e du championnat de Pologne du keirin - 2012 - Champion de Pologne de la course aux points - 2e du championnat de Pologne du scratch - 3e du championnat de Pologne de vitesse par équipes - 3e du championnat de Pologne de poursuite par équipes - 3e du championnat de Pologne de l'omnium - 2013 - Champion de Pologne de poursuite par équipes - Champion de Pologne du scratch - Champion de Pologne de l'omnium - 2e du championnat de Pologne du kilomètre - 2e du championnat de Pologne de l'américaine - 3e du championnat de Pologne de poursuite | - 2014 - Champion de Pologne du scratch - 2e du championnat de Pologne du kilomètre - 2e du championnat de Pologne de l'omnium - 2015 - Champion de Pologne de la course aux points - Champion de Pologne de l'omnium - 3e du championnat de Pologne de poursuite par équipes - 2016 - Champion de Pologne de poursuite - Champion de Pologne de la course à l'américaine - Champion de Pologne de l'omnium - Champion de Pologne de la course à l'élimination - 2017 - 3e du championnat de Pologne de course à l'américaine - 2018 - Champion de Pologne du scratch - 2e du championnat de Pologne de poursuite par équipes - 2e du championnat de Pologne de course à l'américaine - 3e du championnat de Pologne de course à l'élimination - 2019 - Champion de Pologne de poursuite par équipes |  |

## Palmarès sur route

### Par années
- 2013
  - Mémorial Wojciech Paduch
- 2014
  - 3e étape du Bałtyk-Karkonosze Tour
- 2016
  - 2e du Mémorial Andrzej Trochanowski

### Classements mondiaux
| Année                                 | 2016  | 2017 | 2018  |
| ------------------------------------- | ----- | ---- | ----- |
| Classement mondial                    | 1086e | nc   | 2693e |
| UCI Europe Tour                       | 734e  | nc   | 1782e |
|                                       |       |      |       |
| Légende : nc = non classéSource : UCI |       |      |       |